# Цветко Самарджиев
Цвятко Недюв Самарджиев е български възрожденец от 19 век, един от най-старите и заслужили габровски учители.

## Биография
Роден в Габрово на 15 март 1816 г. Син на бедни родители, той се е учил в килийно училище, а след идването на отец Неофит Рилски за учител в Габрово напуска килията и започва да учи при него, като се превръща в едни от най-любимите му и предани ученици. Когато отец Неофит напуска Габрово през 1837 г. и отива в Копривщица за учител, Цвятко Недев го последвал и останал там една година, за да се дообразова. През 1838 г. заминава за Букурещ, където възнамерявал да намери някой благодетел, с помощта на когото да продължи образованието си или да си намери работа при някой от тамошните търговци.

## Учителстване
През 1839 г. се завръща в Габрово. От септември до декември 1839 г. Цвятко Недев учителства в Габрово безплатно, поради липса на отпуснати средства. На 1 януари 1840 г. училищното настоятелство го назначава като помощник на учителя К. Луков. Даденото му отделение с новопостъпили деца било наречено взаимно, защото преподавал по взаимоучителния метод. С този метод на преподаване още в началото на 1843 г. Цвятко Недев запознава търновския учител Никола Златарски.
От 1842 до декември 1845 г. Цвятко Недев е бил сам учител в Габровското училище, когато е назначен и Христодул Костович. На 14 май 1846 г. учениците и двамата преподаватели взимат участие в посрещането на султан Абдул Меджит, докато минава през Габрово. През месец май 1851 г. отива в Галац като представител на Габровското училище при издигане надгробния паметник на Васил Априлов.
Той е един от създателите на девическото училище в Габрово в 1856 г. Пръв възприема звучната метода на преподаване и класно-урочната организация на обучение, въведена от Йосиф Ковачев. За нейното популяризиране съставя кратко ръководство, което се преписва и разпространява между учителите в ръкопис. В него са отразени въведените от Ковачев новости за начина на ограмотяване и особеностите на класно-урочната система.
С идването на Илия Христович в Габрово, назначен за главен учител, след 24-годишно непрекъснато учителстване, Цвятко Недев е уволнен на 7 май 1862 г. Учителства още няколко години в Габрово, в училище, открито през 1835 г. от отец Неофит Рилски, което по-късно е наричано даскал Цвятковото школо.
Докато не се занимава с преподаване, започва да развива търговия, която обаче се оказва, че не му допада и не притежава необходимия търговски нюх. Затова замисля отново да се завърне към учителската професия. На 17 октомври 1864 г. пише писмо до Неофит Рилски, с което го моли да бъде възстановен на длъжността учител в Габрово.
На 28 февруари 1866 г. заминава за Цариград. След един месец престой там, Цвятко Недев заминава за Одеса. Гостува на Николай Христофорович Палаузов около 6 месеца и на 8 октомври 1866 г. се връща обратно в Цариград.

## Други дейности
Заедно с Петко Славейков започват да печатат книгата „Габровското училище и неговите първи попечители“. Книгата е отпечатана в 2006 екземпляра за сметка на Габровското училище.
Наред с училищните занятия, той се занимава и с кореспонденцията на Габровската градска община като писар-деловодител още от 1840 г. Помага на неграмотните, пишейки частни писма, договори, записи и други безплатно.
В края на 1859 г. сред търновци назрява мисълта за откриване на семинария. За целта е необходимо одобрението на Неофит Рилски. Цвятко Недев е близък с него и той ходатайства пред своя преподавател. Обещава да осигури 20 – 30 души габровци, които да внасят по 100 гроша в продължение на 3 години за семинарията. По онова време Габровската община не разполага с достатъчно средства за откриване на семинария.
Умира на 2 април 1892 г. и в знак на признателност от габровци е погребан в двора на Девическия манастир в Габрово.